# Mexico Airplay

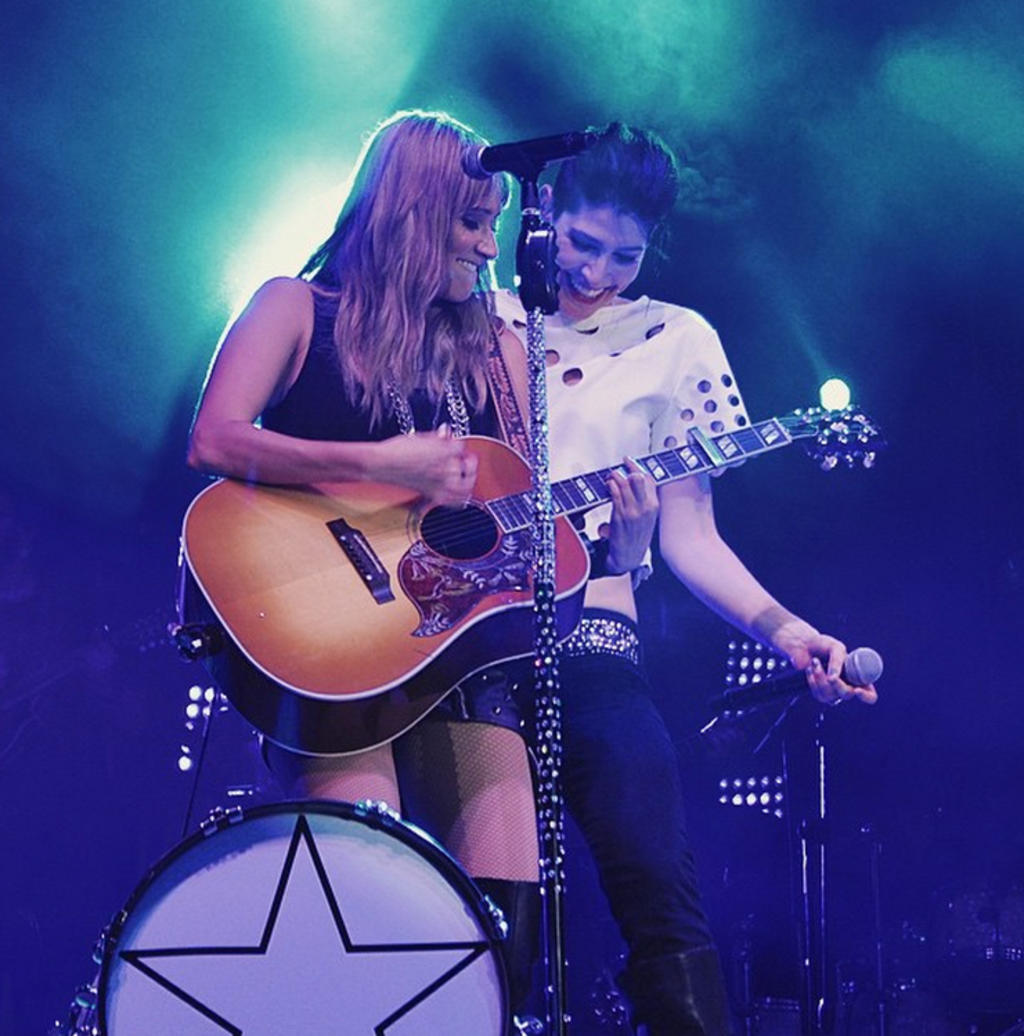
El dúo musical Ha*Ash obtuvo el número uno de la lista en enero de 2009.

Mexico Airplay es una lista de éxitos musicales publicada semanalmente por la revista Billboard desde 2009 para sencillos que reciben airplay en México. De acuerdo con la base de datos electrónica de billboard la primera lista se publicó el 17 de enero de 2009.
El primer sencillo en ocupar el número uno de la lista fue «Lo que yo sé de ti» de Ha*Ash. El número uno actual de la lista es «Brindo» de Mario Bautista.

## Registros de artistas

### Artistas con más números uno
| Artista           | Éxitos número uno |
| ----------------- | ----------------- |
| Maluma            | 15                |
| J Balvin          | 11                |
| Calvin Harris     | 8                 |
| Camila            | 7                 |
| Banda MS          | 6                 |
| Shakira           | 6                 |
| Enrique Iglesias  | 5                 |
| Jesse & Joy       | 5                 |
| Justin Bieber     | 4                 |
| Maná              | 4                 |
| Ozuna             | 4                 |
| Pitbull           | 4                 |
| Rihanna           | 4                 |
| The Weeknd        | 4                 |
| Pharrell Williams | 4                 |
| Calibre 50        | 3                 |

### Artistas con más semanas acumuladas en el número uno
| Artista            | Semanas en el número uno |
| ------------------ | ------------------------ |
| Maluma             | 45                       |
| Calvin Harris      | 31                       |
| Camila             | 30                       |
| J Balvin           | 27                       |
| Shakira            | 23                       |
| Bruno Mars         | 21                       |
| Justin Bieber      | 20                       |
| Enrique Iglesias   | 20                       |
| Luis Fonsi         | 20                       |
| Pharrell Williams  | 20                       |
| Daddy Yankee       | 17                       |
| Descemer Bueno     | 15                       |
| Rihanna            | 15                       |
| Harry Styles       | 15                       |
| Gente de Zona      | 14                       |
| Maroon 5           | 13                       |
| Reik               | 13                       |
| Jesse & Joy        | 12                       |
| Los Ángeles Azules | 11                       |
| Belinda            | 11                       |
| Lalo Ebratt        | 11                       |
| PSY                | 11                       |
| Horacio Palencia   | 11                       |
| Mark Ronson        | 11                       |
| Banda MS           | 10                       |
| Christina Aguilera | 10                       |
| Tones and I        | 10                       |
| Willy William      | 10                       |